# VK Dukla Liberec
VK Dukla Liberec je český mužský a od roku 2017 opět i ženský volejbalový klub v Liberci. Klub byl založen v roce 1948. V Praze byli soustředěni nejlepší armádní volejbalisté do nově zřízeného samostatného klubu – vznikl ATK (Armádní tělovýchovný klub). V průběhu dalších let prošel klub řadou reorganizací a změn. 
Název klubu se několikrát změnil – od zmíněného ATK před ÚDA (Ústřední dům armády) k dnešnímu názvu DUKLA, který má úzký vztah k historii ČSA. Armádní vrcholoví volejbalisté rovněž měnili několikrát působiště. Od založení do roku 1957 to byla Praha, v období 1957–1966 Kolín, v souvislosti s přechodem 1. volejbalové ligy do hal v letech 1966–1969 Jihlava a konečně od roku 1969 zdomácněli nejlepší armádní volejbalisté v Liberci. Mezi jednotlivými místy existuje přímá návaznost, protože jádro družstva vždy přecházelo na nové působiště.
V sezoně 2018/2019 se podařilo Dukle mít oba celky (mužský i ženský A tým) v semifinále. Naposledy se stalo něco podobného v roce 1992. Ženská složka se vrátila po několika letech do Liberce a po návratu hrála teprve druhou sezonu (dříve se nejvyšší soutěž pod Ještědem hrála pod názvy Lokomotiva, Textilana a naposledy Technická univerzita nepřetržitě cca 40 let (poslední sezona 2010/2011). 

## Historie
Klub s názvem ATK Praha (Armádní tělovýchovný klub) byl založen v r. 1948. Zde byli soustředěni nejlepší armádní volejbalisté. 
Postupně se měnil nejen název klubu, ale i jeho působiště:
- 1948-1952: ATK Praha (Armádní tělovýchovný klub)
- 1953-1955: ÚDA Praha (Ústřední dům armády)
- 1955-1957: Dukla Praha
- 1957-1966: Dukla Kolín
- 1966-1969: Dukla Jihlava
- od 1969: VK Dukla Liberec

### ŽENSKÝ TÝM 2018/2019
| jméno hráčky        | post        |
| Michaela Candráková | blokařka    |
| Kateřina Kohoutová  | blokařka    |
| Laura Holubcová     | blokařka    |
| Dita Gálíková       | smečařka    |
| Kristýna Šustrová   | smečařka    |
| Markéta Veselá      | smečařka    |
| Lucia Mikšíková     | smečařka    |
| Anna Šotkovská      | smečařka    |
| Nikol Pištěláková   | univerzálka |
| Simona Kopecká      | nahrávačka  |
| Kateřina Hamplová   | nahrávačka  |
| Karolína Vaňková    | nahrávačka  |
| Lucie Kolářová      | libero      |
| Veronika Dostálová  | libero      |

| realizační tým    |                    |
| Libor Gálík       | hlavní trenér      |
| Dita Gálíková     | asistentka trenéra |
| Ondřej Smolka     | statistik          |
| Josef Smolka      | sportovní manažer  |
| Jindřich Martinec | vedoucí družstva   |

## Sestavy pro sezonu 2019/2020

### Mužský tým
| hráč                   | post      |
| ---------------------- | --------- |
| Václav Kopáček         | libero    |
| Tomáš Kunc             | libero    |
| Jan Pavlíček           | libero    |
| Mateusz Biernat        | nahrávač  |
| Jiří Srb               | nahrávač  |
| Libor Leikep           | blokař    |
| Aleš Holubec           | blokař    |
| Jakub Veselý           | blokař    |
| Lubomír Staněk ml.     | blokař    |
| Matouš Drahoňovský     | smečař    |
| Alexander Shafranovich | smečař    |
| Aleš Správka           | smečař    |
| Matouš Drahoňovský     | smečař    |
| Petr Šulista           | smečař    |
| Bartosz Pietruczuk     | smečař    |
| Tomáš Hendrich         | smečař    |
| Marek Mikula           | smečař    |
| Patrik Indra           | univerzál |
| Jan Štokr              | univerzál |

| realizační tým  | pozice           |
| --------------- | ---------------- |
| Michal Nekola   | trenér           |
| Vladan Merta    | asistent trenéra |
| Aleš Holubec    | kondiční trenér  |
| Ondřej Smolka   | statistik        |
| Pavel Šimoníček | vedoucí družstva |
| Daniel Čuban    | masér            |

### Ženský tým
| hráčka              | post       |
| ------------------- | ---------- |
| Michaela Candráková | blokařka   |
| Kateřina Kohoutová  | blokařka   |
| Eva Rutarová        | blokařka   |
| Karolína Bartošová  | blokařka   |
| Dita Gálíková       | smečařka   |
| Kristýna Šustrová   | smečařka   |
| Casey Castillo      | smečařka   |
| Lucie Šulcová       | smečařka   |
| Anna Šotkovská      | smečařka   |
| Eva Svobodová       | smečařka   |
| Simona Bajusz       | nahrávačka |
| Adéle Vrábelová     | nahrávačka |
| Rochelle Wopereis   | nahrávačka |
| Lucie Kolářová      | libero     |
| Veronika Dostálová  | libero     |

| realizační tým | pozice             |
| -------------- | ------------------ |
| Libor Gálík    | hlavní trenér      |
| Dita Gálíková  | asistentka trenéra |
| Ondřej Smolka  | statistik          |

## Umístění

### Muži

###### Mistr ČR
- 1950, 1951, 1952, 1953, 1954, 1955, 1960, 1961, 1963, 1973, 1975, 1976, 1980, 1983, 2001, 2003, 2015, 2016

###### Vítěz Českého poháru
- 1975, 1992, 1995, 2001, 2007, 2008, 2009, 2013, 2014, 2016, 2018, 2021, 2023

###### Vítěz PMEZ (Poháru mistrů evropských zemí)
- 1975

### Ženy

###### Mistr ČR
- 2021 (vítězství v základní části, playoff nehráno z důvodu Covid 19)

###### Vítěz Českého poháru
- 2024